# Hedda Øritsland
Hedda Øritsland (8 de enero de 1999) es una deportista noruega que compite en piragüismo en la modalidad de aguas tranquilas. Ganó dos medallas de bronce en el Campeonato Europeo de Piragüismo de 2024, en las pruebas de K2 1000 m y K4 500 m.

## Palmarés internacional
| Campeonato Europeo | Campeonato Europeo | Campeonato Europeo | Campeonato Europeo |
| Año                | Lugar              | Medalla            | Competición        |
| ------------------ | ------------------ | ------------------ | ------------------ |
| 2024               | Szeged (Hungría)   | Medalla de bronce  | K2 1000 m          |
| 2024               | Szeged (Hungría)   | Medalla de bronce  | K4 500 m           |